# Night of Champions (2015)
Night of Champions (Noaptea campionilor) este un viitor eveniment PPV (Pay Per View) pentru Wrestlingul Profesionist produs de WWE
Acesta va avea loc pe data de 20 septembrie 2015 pe stadionul Toyota Center din Houston, Texas. Acesta va fi evenimenul cu numărul 9, intitulat Night of Champions și al doilea găzduit în Houston după Vengeance: Night of Champions din 2007